# Izvorovo (Plovdiv)
Izvorovo (Bulgaars: Изворово) is een dorp in Bulgarije. Het dorp is gelegen in de gemeente Asenovgrad, oblast Plovdiv. Het dorp ligt hemelsbreed ongeveer 41 km ten zuidoosten van Plovdiv en 170 km ten zuidoosten van de hoofdstad Sofia. Izvorvo werd op 22 september 2012 officieel verwijderd uit het kadasterregister als administratief-territoriale eenheid, omdat het dorp fuseerde met het naburige dorp Bor.

## Bevolking
Op 31 december 2011 telde het dorp 5 inwoners, een daling ten opzichte van 7 inwoners in februari 2011, 18 inwoners in 2001 en 71 inwoners in 1985. In 2011 identificeerden 6 van de 7 inwoners zich met de Turkse etniciteit.
|  |

| Etnische samenstelling van de respondenten (2011) | Etnische samenstelling van de respondenten (2011) | Etnische samenstelling van de respondenten (2011) | Etnische samenstelling van de respondenten (2011) | Etnische samenstelling van de respondenten (2011) |
| ------------------------------------------------- | ------------------------------------------------- | ------------------------------------------------- | ------------------------------------------------- | ------------------------------------------------- |
|                                                   |                                                   |                                                   |                                                   |                                                   |
| Bulgaren                                          | Bulgaren                                          |                                                   | 0,0%                                              | 0,0%                                              |
| Turken                                            | Turken                                            |                                                   | 85,7%                                             | 85,7%                                             |
| Roma                                              | Roma                                              |                                                   | 0,0%                                              | 0,0%                                              |
| Anders/Onbekend                                   | Anders/Onbekend                                   |                                                   | 14,3%                                             | 14,3%                                             |

Asenovgrad · Batsjkovo · Bor · Bojantsi · Gornoslav · Dobrostan · Dolnoslav · Izbeglii · Izvorovo · Konoesj · Kosovo · Kozanovo · Lenovo · Ljaskovo · Mostovo · Moeldava · Naretsjenski Bani · Novakovo · Novi Izvor · Oresjets · Patriarch Evtimovo · Sini Vrach · Stoevo · Topolovo · Tri Mogoli · Oezoenovo · Tsjerven · Vrata · Zjalt Kamak · Zlatovrach